# Чечкино-Богородская волость
Че́чкино-Богоро́дская  во́лость — нижняя административно территориальная единица в составе Шуйского уезда Владимирской губернии Российской империи и РСФСР. Административный центр — село Чечкино-Богородское. Ныне территория Шуйского района Ивановской области России.

## География
Волость располагалась на северо-востоке Шуйского уезда. На юге и западе граничила с Васильевской, Дуниловской и Горицкой волостями Шуйского уезда, на севере и востоке с Костромской губернией.

## История
Волость была образована в ходе реформы 1861 года на основе вотчин наследников генерал-майорши княжны Марии Ивановны Андреевской, в девичестве Щербатовой (1798—1859), гвардии ротмистра Семена Федоровича Мосолова (1806—1864), подполковника Аполлона Григорьевича Колокольцева (1808—1885) и некоторые других мелких владений Мусина-Пушкина, Волкова, Замыцкого.
В 1924 году волость вошла в состав Васильевской волости Шуйского уезда Иваново-Вознесенской губернии.

## Население
На начало 20 века население составляло 3100 человек, 537 дворов.

## Населенные пункты
По состоянию на 1905 год волость включала в себя следующие населенные пункты:
- село Чечкино-Богородское
- деревня Бараниха
- деревня Блудницыно
- деревня Власьево
- деревня Водяново
- сельцо Высоково
- деревня Гари
- деревня Гулимово
- деревня Дегтярново
- деревня Деменовка
- деревня Ломки
- деревня Марьино
- деревня Муравьево
- деревня Надорожново
- деревня Никитинское
- местечко Райки
- деревня Рыжковка (Рыжково)
- деревни Большое и Малое Репино (ныне Репино)
- деревня Самулиха
- деревня Скоморохово
- деревня Станки
- деревня Чанново
- деревня Шагино
- деревня Шевригино